# Gerkan, Marg und Partner

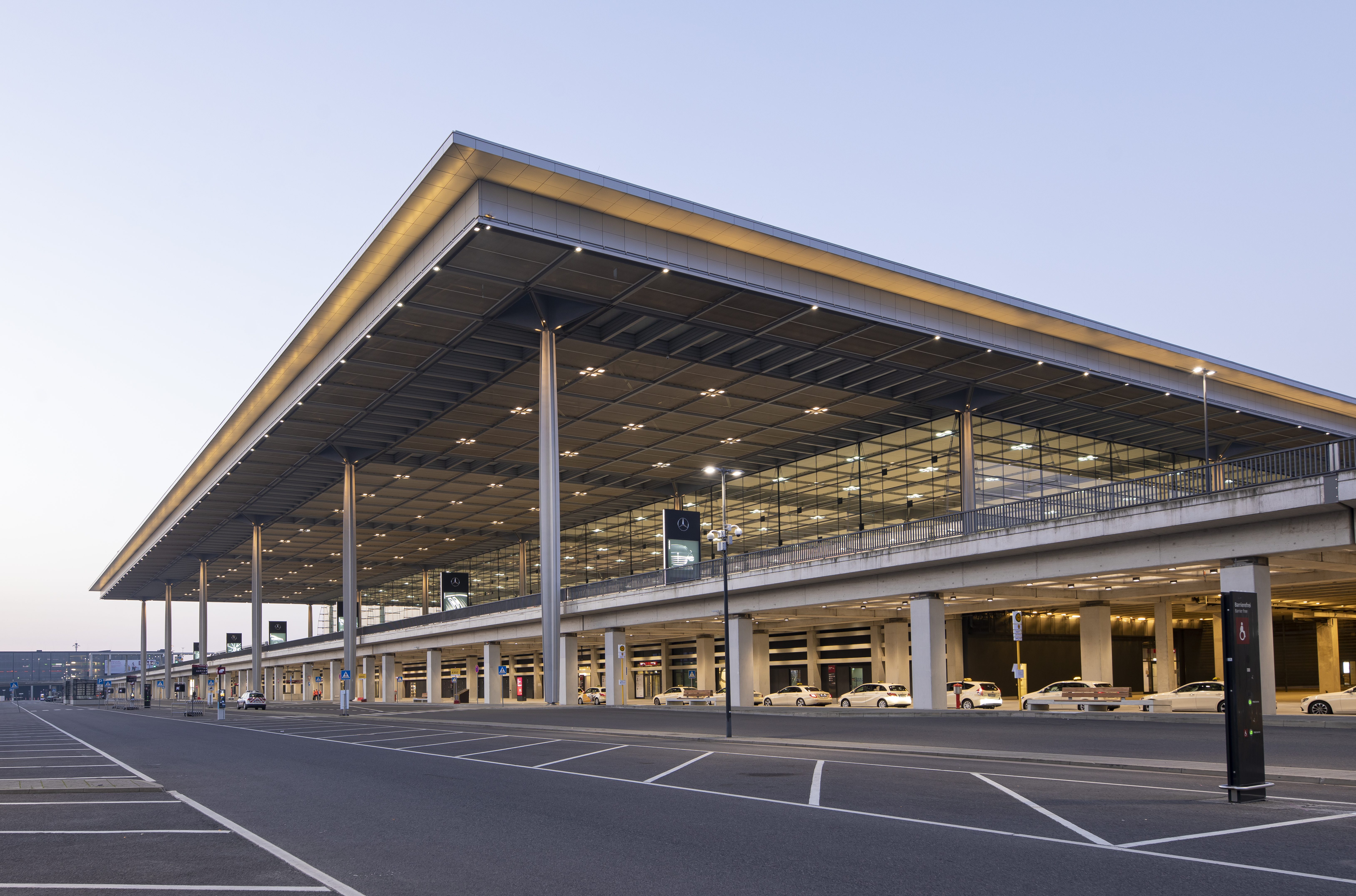
Berlin Brandenburgs flygplats

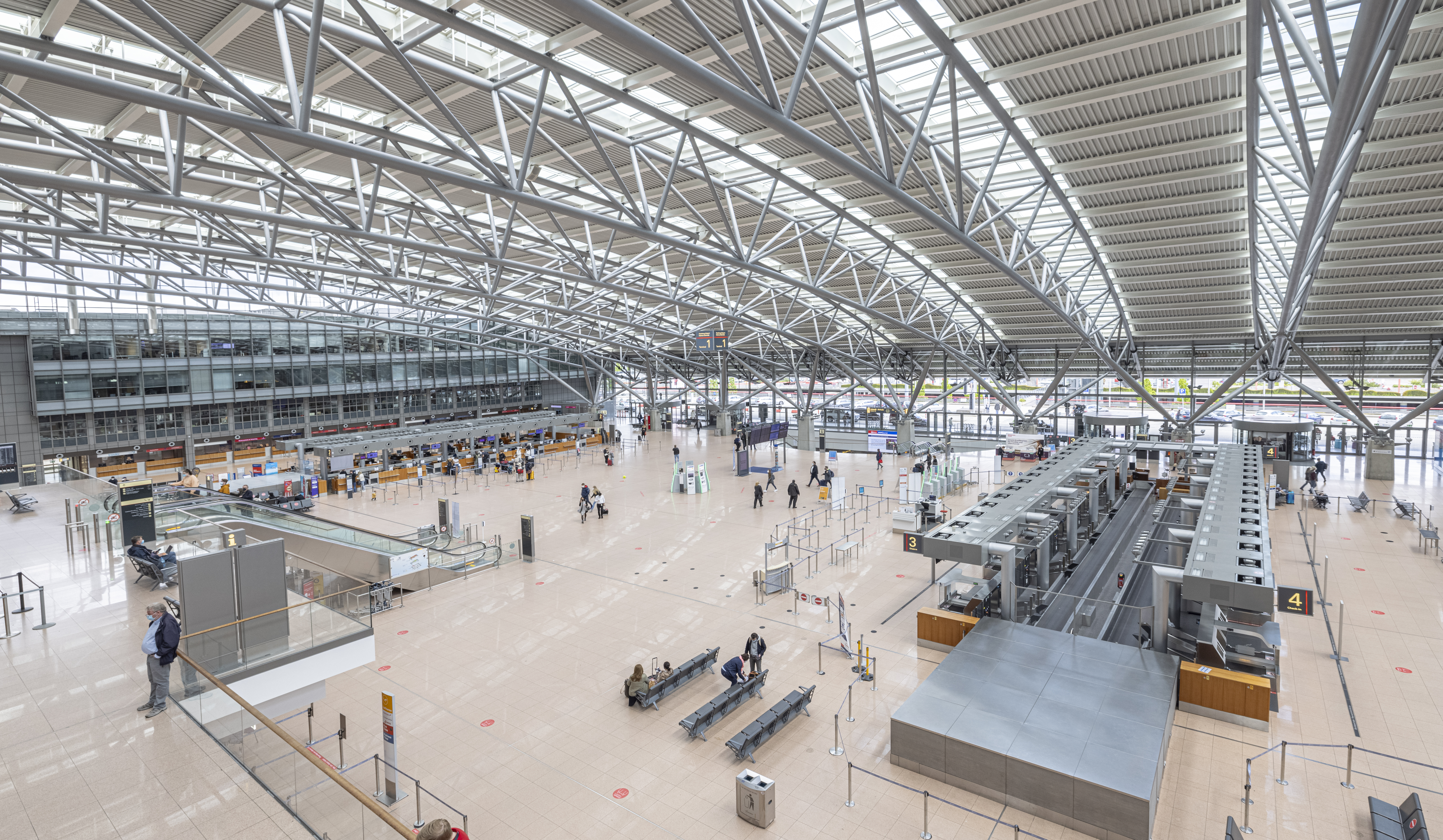
Hamburgs flygplats

Gerkan, Marg und Partner (gmp) är en arkitektfirma med huvudkontor i Hamburg och ytterligare kontor i Aachen, Frankfurt am Main, Peking, Shanghai, Shenzhen, Hanoi och Kapstaden. Arkitektbyrån har vunnit över 400 priser och utmärkelser.[källa behövs]
1965 grundade arkitekterna Meinhard von Gerkan och Volkwin Marg arkitektbyrån. Bland arkitektbyråns kända verk hör flygplatser (Tegel, Berlin Brandenburgs flygplats, Hamburgs flygplats), järnvägsstationer (Berlin Hauptbahnhof, Elbbrücken station) och fotbollsarenor (Berlins Olympiastadion, Commerzbank-Arena). 

## Galleri

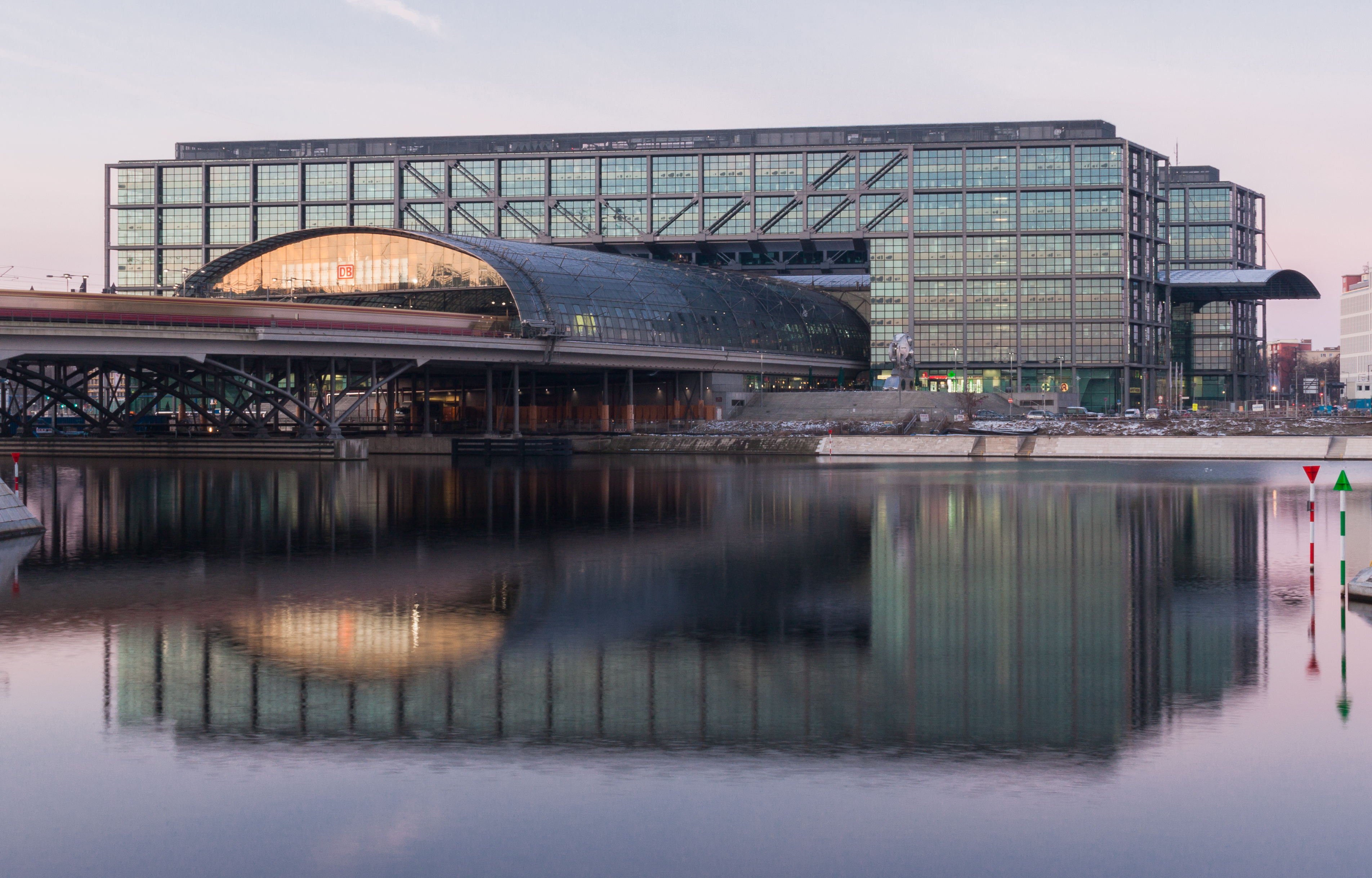
Berlin Hauptbahnhof
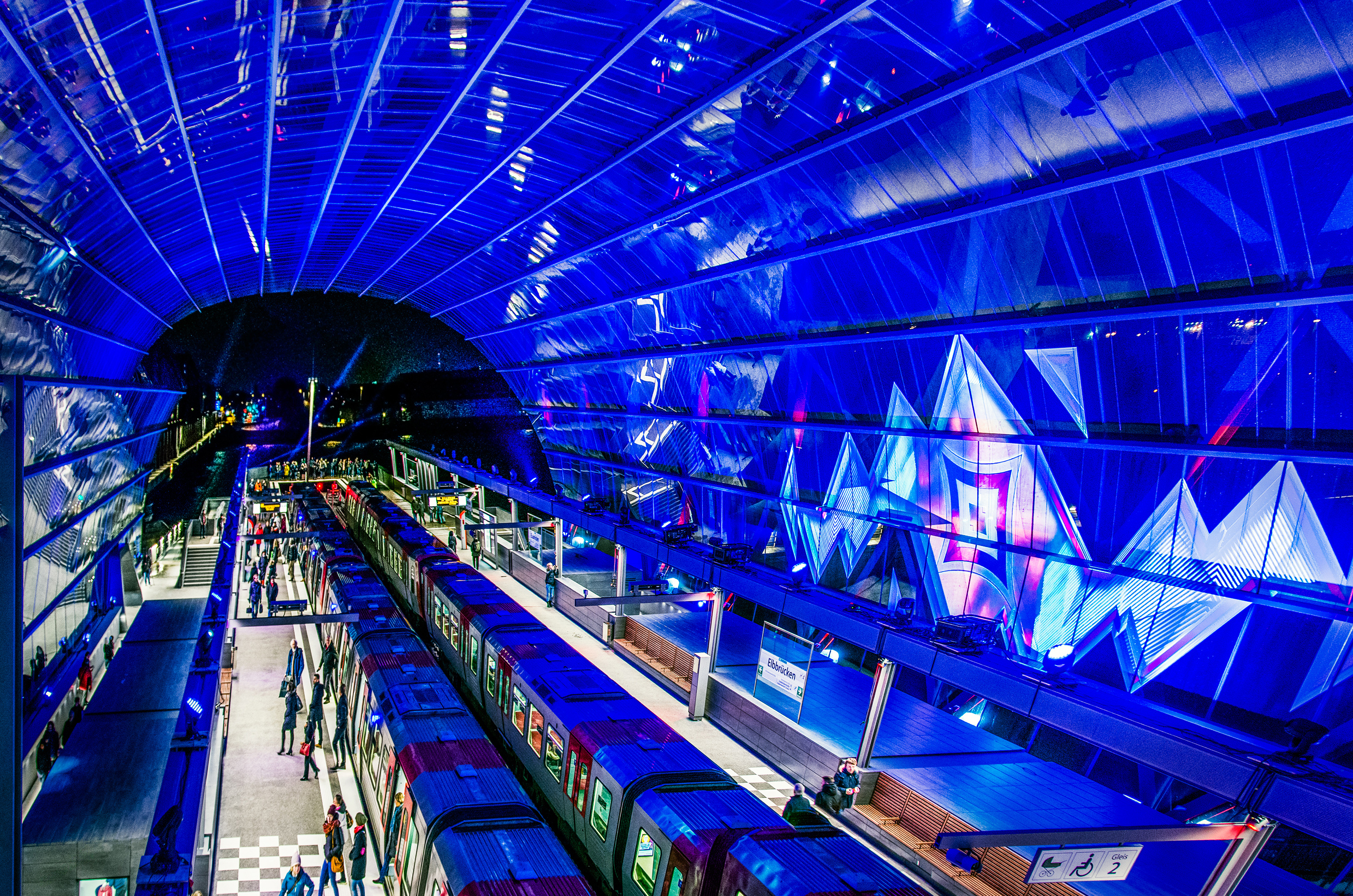
Elbbrücken station